# Hohe Straße 22 (Quedlinburg)

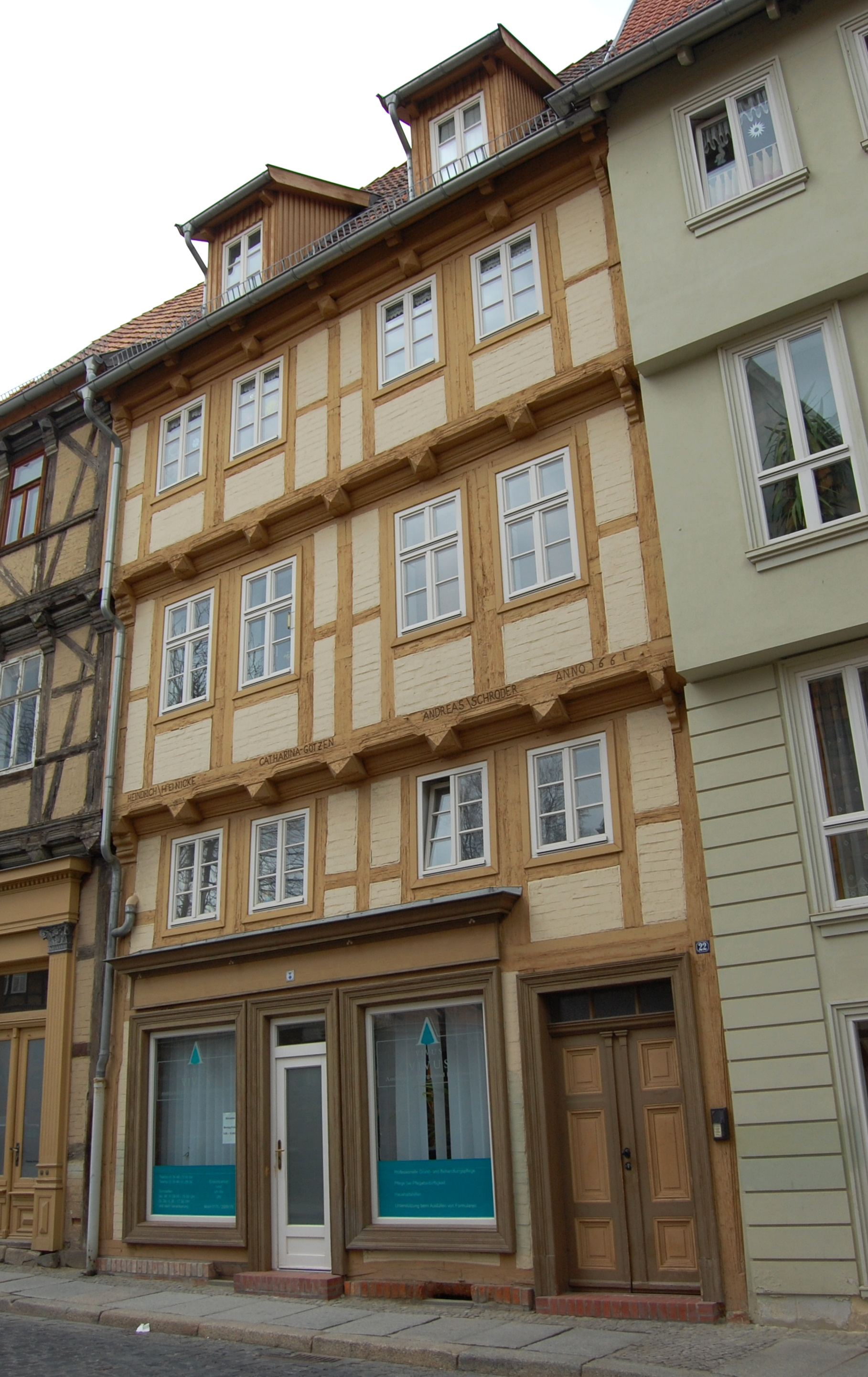
Haus Hohe Straße 22

Das Haus Hohe Straße 22 ist ein denkmalgeschütztes Gebäude in der Stadt Quedlinburg in Sachsen-Anhalt.

## Lage
Es befindet sich im Stadtgebiet westlich des Quedlinburger Marktplatzes und gehört zum UNESCO-Weltkulturerbe. Im Quedlinburger Denkmalverzeichnis ist es als Wohnhaus eingetragen.

## Architektur und Geschichte
Das dreigeschossige Fachwerkhaus wurde 1661 von Andreas Schröder errichtet. Auf ihn verweist die Inschrift ANDREAS SCHRODER. Das Gebäude verfügt über ein Zwischengeschoss. Die Zierelemente an den Schwellbalken sind typisch für die Bauzeit. Im 18. oder 19. Jahrhundert wurde die Fassade des Hauses umgebaut.
Ursprünglich war das Gebäude der südliche Teil eines Doppelhauses. Der nördliche Teil, die Hohe Straße 23, ist jedoch nicht erhalten. In den Jahren 1999/2000 wurde das erhaltene aber stark sanierungsbedürftige Haus Hohe Straße 22 umgebaut und saniert. Zeitgleich wurde das Grundstück Hohe Straße 23 in massiver Bauweise neu bebaut, wobei der Neubau die Proportionen des vorhandenen Gebäudes aufnimmt. Bauherr war die Gerdes Wohnprojekt GmbH. Die Planung erfolgte durch die Hahne + Saar Architekten GmbH aus Wernigerode. Es entstanden insgesamt 270 m² Wohnfläche und 115 m² Gewerbefläche. Die Baukosten betrugen 750.000 DM.
Jetziger Eigentümer ist die Gerhardt/Treffer GbR mit Sitz in Göttingen.